# Saint-Martin-d'Ablois
 Saint-Martin-d'Ablois  es una población y comuna francesa, en la región de Champaña-Ardenas, departamento de Marne, en el distrito de Épernay y cantón de Épernay-2.

## Demografía
| 1045 | 1035 | 1021 | 1221 | 1431 | 1401 |
| Para los censos de 1962 a 1999 la población legal corresponde a la población sin duplicidades (Fuente: INSEE [Consultar]) |      |      |      |      |      |